# Сердюки (Коростенський район)
Сердюки́ — село в Україні, в Коростенському районі Житомирської області. Входить до складу Олевської міської громади. Населення становить 360 осіб.

## Географія
Селом протікає річка Уборть.

## Історія
У 1906 році хутір  Олевської волості Овруцького повіту Волинської губернії. Відстань від повітового міста 108 верст, від волості 18. Дворів 27, мешканців 103.

## Населення
Згідно з переписом УРСР 1989 року чисельність наявного населення села становила 352 особи, з яких 164 чоловіки та 188 жінок.
За переписом населення України 2001 року в селі мешкало 359 осіб.

### Мова
Розподіл населення за рідною мовою за даними перепису 2001 року:
| Мова       | Відсоток |
| ---------- | -------- |
| українська | 99,44 %  |
| інші       | 0,56 %   |